# Atalantia racemosa
Atalantia racemosa är en vinruteväxtart som beskrevs av Wight & Arn.. Atalantia racemosa ingår i släktet Atalantia och familjen vinruteväxter. Utöver nominatformen finns också underarten A. r. bourdillonii.